# Saint-Pierre-des-Nids
Saint-Pierre-des-Nids – miejscowość i gmina we Francji, w regionie Kraj Loary, w departamencie Mayenne.
Według danych na rok 1990 gminę zamieszkiwało 1 595 osób, a gęstość zaludnienia wynosiła 43 osób/km² (wśród 1504 gmin Kraju Loary Saint-Pierre-des-Nids plasuje się na 384. miejscu pod względem liczby ludności, natomiast pod względem powierzchni na miejscu 162.).